# Ferdinando Marescalchi
Ferdinando Marescalchi (n. 26 februarie 1754, Bononia, Statele Papale – d. 22 iunie 1816, Modena, Italia) a fost un diplomat și om politic italian.
1. ↑  Ferdinando Marescalchi, Storiaememoriadibologna.it
2. 1 2 3  Genealogics
3. ↑  Autoritatea BnF, accesat în 10 octombrie 2015